# Чемпіонат Франції з футболу (USFSA)
Чемпіонат Франції з футболу (USFSA) — футбольний клубний турнір, що проходив у Франції в період з 1894 і 1914 рік, а потім в 1919 році під егідою Союзу французьких спортивних товариств і був першим чемпіонатом Франції з футболу.

## Історія
У 1894 році USFSA також організувала перший чемпіонат Франції з футболу У дебютному турнірі взяли участь всього шість команд, чотири з яких з Парижу і формат був організований на основі матчів на виліт. Переможцем став столичний клуб «Стандарт» . Поступово географія команд розширювалась і 1899 року «Гавр» став першим клубом з-за меж Парижа, який став чемпіоном Франції. Також почали з'являтись регіональні футбольні ліги.
Чемпіонат був перерваний під час Першої світової війни і закінчився в 1919 році створенням Французької футбольної федерації, яка захопила монополію управління французьким футболом.
За весь час дев'ять клубів вигравали цей чемпіонат у Франції, найуспішнішим з яких були клуби «Рубе» і «Стандарт» з п'ятьма перемогами.

## Чемпіони

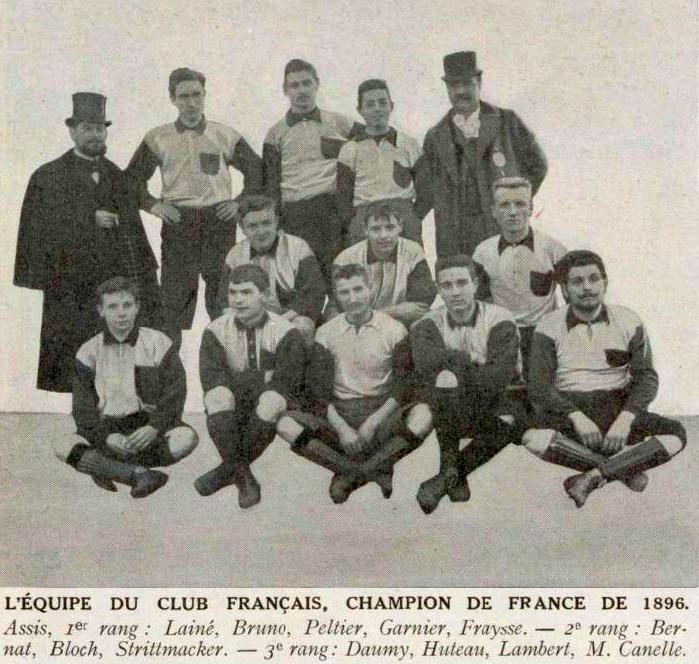
Чемпіон «Клуб Франсе» у 1896 році.

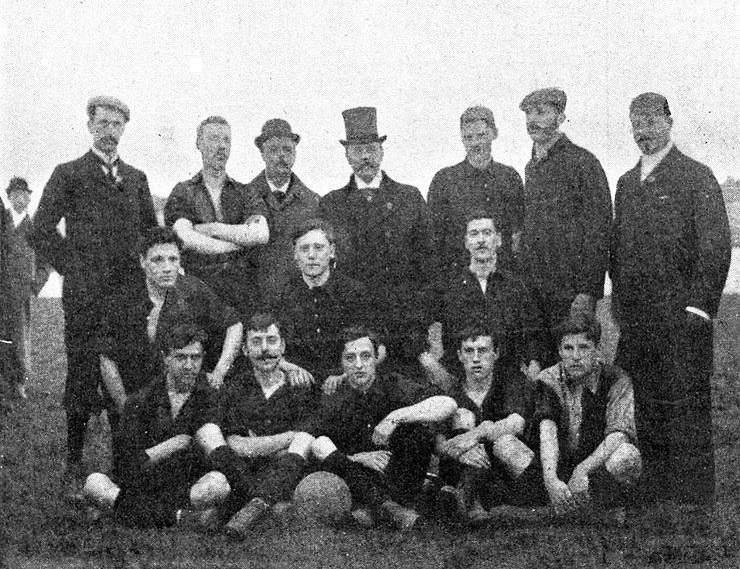
Чемпіон Standard Athletic Club у 1898 році.

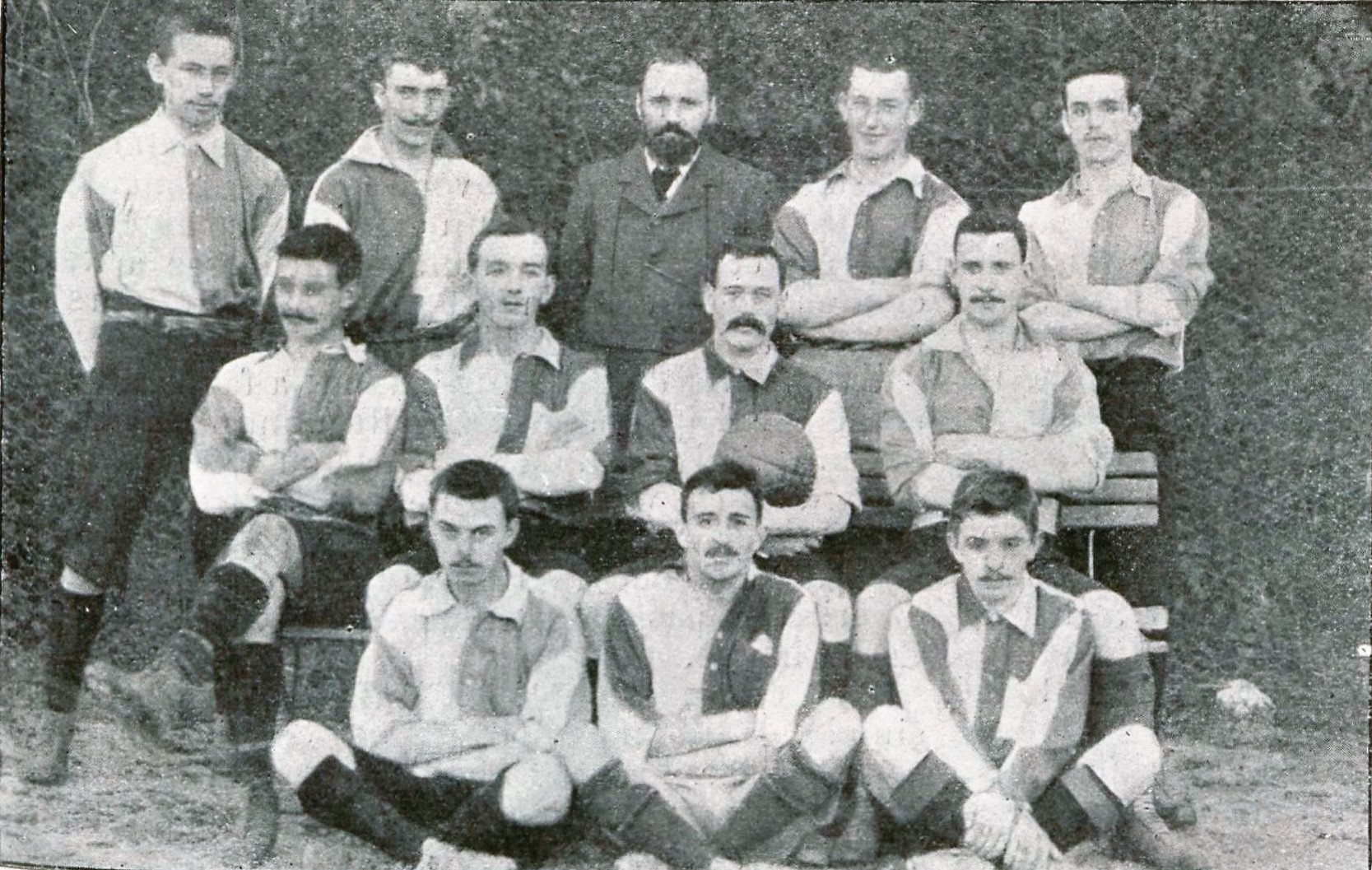
Чемпіон «Гавр» у 1899 році.

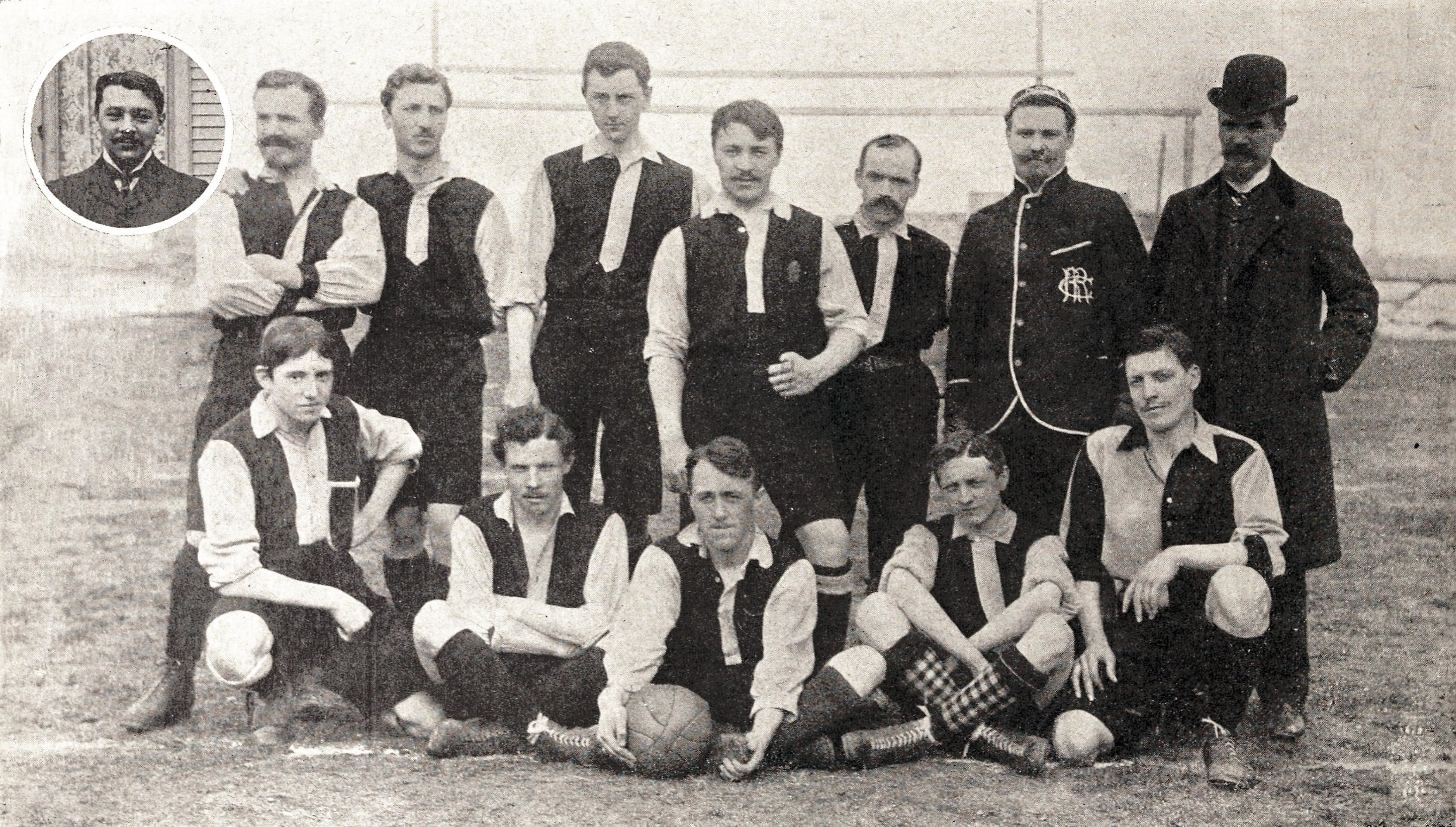
Чемпіон «Рубе» у 1902 році.

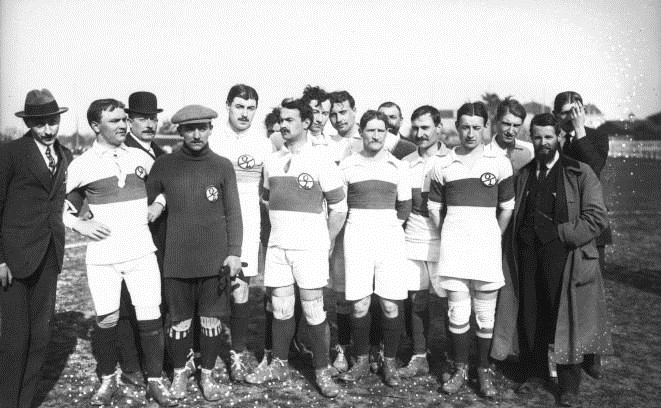
Чемпіон «Олімпік» (Лілль) у 1914 році.

| Сезон                                             | Переможець або чемпіон | Фіналіст або віце-чемпіон | Рахунок       | Місце фіналу                               |
| ------------------------------------------------- | ---------------------- | ------------------------- | ------------- | ------------------------------------------ |
| 1894                                              | «Стандард» (1)         | «Вайт Роверз»             | 2 — 2 / 2 — 0 | Курбевуа                                   |
| 1895                                              | «Стандард» (2)         | «Вайт Роверз»             | 3 — 1         | Париж                                      |
| 1896                                              | «Клуб Франсе» (1)      | «Вайт Роверз»             | -             | Формат без фіналу                          |
| 1897                                              | «Стандард» (3)         | «Вайт Роверз»             | 3 — 2         |                                            |
| 1898                                              | «Стандард» (4)         | «Клуб Франсе»             | 3 — 2         |                                            |
| 1899                                              | «Гавр» (1)             | «Клуб Франсе»             | -             | Відмова Клубу Франсе від гри у фіналі      |
| 1900                                              | «Гавр» (2)             | «Клуб Франсе»             | 1 — 0         | Bécon les Bruyères                         |
| 1901                                              | «Стандард» (5)         | «Гавр»                    | 1 — 1 / 6 — 1 | Bécon les Bruyères / Stade de Sanvic, Гавр |
| 1902                                              | «Рубе» (1)             | «Расінг» (Коломб)         | 4 — 3         | Bécon les Bruyères                         |
| 1903                                              | «Рубе» (2)             | «Расінг» (Коломб)         | 2 — 2 / 3 — 1 | Парк де Пренс, Париж / Лілль               |
| 1904                                              | «Рубе» (3)             | «Юнайтед СК»              | 4 — 2         | Лілль                                      |
| 1905                                              | «Галлія» (1)           | «Рубе»                    | 1 — 0         | Парк де Пренс, Париж                       |
| 1906                                              | «Рубе» (4)             | «Шарантон»                | 4 — 1         | Туркуен                                    |
| 1907                                              | «Расінг» (Коломб) (1)  | «Рубе»                    | 3 — 2         | Парк де Пренс, Париж                       |
| 1908                                              | «Рубе» (5)             | «Расінг» (Коломб)         | 2 — 1         | Туркуен                                    |
| 1909                                              | «Стад Хельветік» (1)   | «Шарантон»                | 3 — 2         | Стад Ів дю Мануар, Коломб                  |
| 1910                                              | «Туркуен» (1)          | «Стад Хельветік»          | 7 — 2         | Парк де Пренс, Париж                       |
| 1911                                              | «Стад Хельветік» (2)   | «Расінг» (Коломб)         | 3 — 2         | Stade de l'Huveaune, Марсель               |
| 1912                                              | «Стад Рафаелуа» (1)    | «АС Франсез»              | 2 — 1         | Стад Ів дю Мануар, Коломб                  |
| 1913                                              | «Стад Хельветік» (3)   | «Руан»                    | 1 — 0         | Stade des Bruyères, Руан                   |
| 1914                                              | «Олімпік» (Лілль) (1)  | «Сет»                     | 3 — 0         | Stade de la Légion Saint-Michel, Париж     |
| Чемпіонат не проводився через Першу світову війну |                        |                           |               |                                            |
| 1919                                              | «Гавр» (3)             | «Олімпік» (Марсель)       | 4 — 1         | Стад Каве Верт, Гавр                       |

### Статистика за клубом
| Місце | Клуб              | Регіон           | Титулів | Роки                         |
| ----- | ----------------- | ---------------- | ------- | ---------------------------- |
| 1     | «Стандард»        | Париж            | 5       | 1894, 1895, 1897, 1898, 1901 |
| 1     | «Рубе»            | Північ           | 5       | 1902, 1903, 1904, 1906, 1908 |
| 3     | «Гавр»            | Верхня Нормандія | 3       | 1899, 1900, 1919             |
| 3     | «Стад Хельветік»  | Побережжя        | 3       | 1909, 1911, 1913             |
| 5     | «Галлія»          | Париж            | 1       | 1905                         |
| 5     | «Клуб Франсе»     | Париж            | 1       | 1896                         |
| 5     | «Расінг» (Коломб) | Париж            | 1       | 1907                         |
| 5     | «Олімпік» (Лілль) | Північ           | 1       | 1914                         |
| 5     | «Стад Рафаелуа»   | Лазуровий берег  | 1       | 1912                         |
| 5     | «Туркуен»         | Північ           | 1       | 1910                         |